# Образцовое сельское поселение
Образцовое сельское поселение — муниципальное образование в составе Ленинградского района Краснодарского края России.
В рамках административно-территориального устройства Краснодарского края ему соответствует  Образцовый сельский округ.
Административный центр — посёлок Образцовый.

## Население
| 2010  | 2012  | 2013  | 2014  | 2015  | 2016  | 2017  |
| ----- | ----- | ----- | ----- | ----- | ----- | ----- |
| 1880  | ↗1893 | ↗1905 | ↗1911 | ↗1916 | ↗1953 | ↘1934 |
| 2018  | 2019  | 2020  | 2021  | 2023  |       |       |
| ↗1935 | ↘1913 | ↘1885 | ↘1757 | ↘1724 |       |       |

## Населённые пункты
В состав сельского поселения (сельского округа) входят 4 населённых пункта:
| № | Населённый пункт | Тип населённого пункта | Население (чел.) |
| - | ---------------- | ---------------------- | ---------------- |
| 1 | Образцовый       | посёлок                | ↘1717            |
| 2 | Высотный         | посёлок                | ↘12              |
| 3 | Лаштованный      | посёлок                | ↘33              |
| 4 | Солнечный        | посёлок                | ↗118             |